# Resolución 1546 del Consejo de Seguridad de las Naciones Unidas
La resolución 1546 del Consejo de Seguridad de las Naciones Unidas, adoptada por unanimidad el 8 de junio de 2004, tras reafirmar resoluciones anteriores sobre Iraq, el Consejo aprobó la formación del Gobierno provisional iraquí, acogió con satisfacción el fin de la ocupación y determinó el estatuto de la fuerza multinacional y su relación con el gobierno iraquí. 

## Resolución
El Consejo de Seguridad acogió con satisfacción la transición hacia un gobierno iraquí elegido democráticamente y esperaba que la ocupación terminara el 30 de junio de 2004, fecha en que el poder quedaría en manos del gobierno provisional.  Reafirmó el derecho del pueblo iraquí a determinar su propio futuro político y controlar sus recursos naturales, así como la importancia del apoyo de los vecinos del Iraq. Se disolvió el Consejo de Gobierno iraquí y se acogió con satisfacción el progreso logrado en la aplicación de las disposiciones de la Resolución 1511 (2003).
El preámbulo de la resolución también acogió con satisfacción los compromisos democráticos del gobierno interino y afirmó la importancia del estado de derecho, el respeto de los derechos humanos, la reconciliación nacional y las elecciones libres y justas. También subrayó la necesidad de que todas las partes respeten el patrimonio arqueológico, histórico, cultural y religioso del Iraq. La Misión de Asistencia de las Naciones Unidas para el Iraq (UNAMI) y la comunidad internacional tenían un papel que desempeñar en el futuro del país, de conformidad con las resoluciones 1483 (2003) y 1511 (2003).
Además, el gobierno interino solicitó que la fuerza multinacional permaneciera en el Iraq y la situación siguió constituyendo una amenaza para la paz y la seguridad internacionales.
Actuando en virtud del Capítulo VII de la Carta de las Naciones Unidas, el Consejo acogió con satisfacción la asunción de responsabilidades y autoridad por el Gobierno provisional iraquí el 30 de junio de 2004 y el fin de la ocupación y de la Autoridad Provisional de la Coalición .  Aprobó un calendario para la transición política, incluida la convocatoria de una conferencia nacional y la celebración de elecciones a principios de 2005 que condujeran al establecimiento de un gobierno de transición, y pidió su aplicación pacífica. Se pidió a las Naciones Unidas que ayudara en áreas relacionadas con la redacción de una nueva constitución, la coordinación de la asistencia humanitaria y la promoción de los derechos humanos y las reformas. El gobierno iraquí también estaba trabajando para mejorar las fuerzas de seguridad.
La resolución autorizó a la fuerza multinacional a tomar todas las medidas necesarias para mantener la seguridad y la estabilidad en Irak, y acogió con satisfacción la colaboración entre el gobierno iraquí y la fuerza.  Al mismo tiempo, el mandato de la fuerza se prorrogó por un nuevo período de doce meses y podría ser rescindido si el Iraq lo solicitaba.  El Consejo tomó nota de las intenciones de los Estados Unidos de crear una entidad separada en la fuerza para proteger la presencia de las Naciones Unidas en el país, y se pidió a la comunidad internacional que contribuyera con asistencia a la fuerza multinacional y al desarrollo del Iraq.
El Consejo de Seguridad condenó todo terrorismo en el Iraq y reafirmó las obligaciones de todos los Estados en virtud de las resoluciones 1267 (1999), 1333 (2000), 1373 (2001), 1390 (2002), 1455 (2003) y 1526 (2004). El embargo de armas contra Iraq no se aplicaría al Gobierno ni a la fuerza multinacional ni a los mandatos del Organismo Internacional de Energía Atómica y de la Comisión de las Naciones Unidas de Vigilancia, Verificación e Inspección .
Además, las disposiciones de la resolución establecían que los fondos del Fondo de Desarrollo para el Iraq podrían utilizarse a discreción del gobierno iraquí una vez terminada la Autoridad Provisional de la Coalición de manera transparente.  Por último, se pidió al Secretario General Kofi Annan que informara trimestralmente, dentro de tres meses, sobre las operaciones de la UNAMI en el Iraq y sobre los progresos realizados con vistas a las elecciones . Estados Unidos, actuando en nombre de la fuerza multinacional, también debía informar sobre los progresos realizados en intervalos similares.